# Mangora ikuruwa
Mangora ikuruwa là một loài nhện trong họ Araneidae.
Loài này thuộc chi Mangora. Mangora ikuruwa được Herbert Walter Levi miêu tả năm 2007.